# Křížová cesta (Ústí nad Labem)
Zaniklá Křížová cesta v Ústí nad Labem vedla ke kapli na Mariánském vrchu v centru města.

## Historie
Křížová cesta vedla ke kapli Navštívení Panny Marie, postavené roku 1680 a obnovené v letech 1815 a 1926. Cesta zanikla spolu s kaplí zbořenou roku 1976. Podstavec jednoho zastavení se zachoval nad garážemi v Důlcích.

### Kaple Navštívení Panny Marie
Raně barokní mešní kaple byla postavena na paměť odvrácení moru. Byla to jednolodní, obdélná stavba s polokruhovým presbytářem. Střechu měla sedlovou s kruhovou věží a půlkruhově završenými okny, na věži měla cibulovitou báň.
Památková ochrana byla zrušena roku 1976 a téhož roku byla kaple zbořena, přestože byla v dobrém stavu. Zůstalo pouze zdivo nároží do výše jednoho metru.